# Thee Oh Sees
I Thee Oh Sees (noti anche come Oh Sees o Osees) sono un gruppo musicale garage rock statunitense formatosi nel 1997 per iniziativa di John Dwyer.

## Discografia

### Album in studio
- 2005 – The Cool Death of Island Raiders (pubblicato come Ohssees)
- 2007 – Sucks Blood
- 2008 – The Master's Bedroom Is Worth Spending a Night In
- 2009 – Help
- 2009 – Dog Poison
- 2010 – Warm Slime
- 2011 – Castlemania
- 2011 – Carrion Crawler/The Dream EP
- 2012 – Putrifiers II EP
- 2013 – Floating Coffin
- 2014 – Drop
- 2015 – Mutilator Defeated at Last
- 2016 – A Weird Exits
- 2017 – Orc (pubblicato come Oh Sees)
- 2018 – Smote Reverser (pubblicato come Oh Sees)
- 2019 – Face Stabber (pubblicato come Oh Sees)
- 2020 – Protean Threat (pubblicato come Osees)
- 2020 – Metamorphosed (pubblicato come Osees)
- 2022 - A Foul Form (pubblicato come Osees)

### Album di remix
- 2020 – Panther Rotate (pubblicato come Osees)

### Album dal vivo
- 2008 – Thee Hounds of Foggy Notion
- 2016 – Live in San Francisco
- 2020 – Levitation Sessions (pubblicato come Osees)
- 2020 – Live at Big Sur (pubblicato come Osees)

### EP
- 2016 – An Odd Entrances
- 2019 – The 12" Synth (pubblicato come Osees)
- 2020 – Weirdo Hairdo (pubblicato come Osees)